# Tissi
Tissi (sardinski: Tissi) je grad i općina (comune) u pokrajini Sassariju u regiji Sardiniji, Italija. Nalazi se na nadmorskoj visini od 250 metara i ima 2 402 stanovnika.
 Prostire se na 10,24 km². Gustoća naseljenosti je 235 st/km².
Susjedne općine su: Ossi, Sassari, Uri i Usini.